# Фаст, Виктор
Эрик Сикстен Виктор Фаст (швед. Erik Sixten Viktor Fasth; род. 8 августа 1982 года, Каликс) — шведский хоккеист, вратарь. Выступал за сборную Швеции — был чемпионом и вице-чемпионом мира в её составе.

## Биография
В профессиональный хоккей пришёл лишь в 25 лет, перейдя в «Векшё Лейкерс», команду второго шведского дивизиона.
В 2011 году Фаст был признан самым ценным игроком чемпионата мира-2011 — он провел 7 матчей, одержав 6 побед и пропустив 12 шайб. В трех матчах он оставлял ворота «сухими»; и игроком года в Швеции. Фаст остался в АИКе на ещё один сезон несмотря на интерес из клубов НХЛ.
В 2012 году Фаст продолжил карьеру в «Анахайме», позже продлил контракт с клубом.
В 2014 году «Анахайм» обменял Фаста в «Эдмонтон». Всего в НХЛ провел 63 матча.
9 июля 2015 года Фаст перешёл в ЦСКА.
2 мая 2017 года Виктор Фаст перешёл из ЦСКА в «Вёкше Лейкерс».